# Keppeshausen

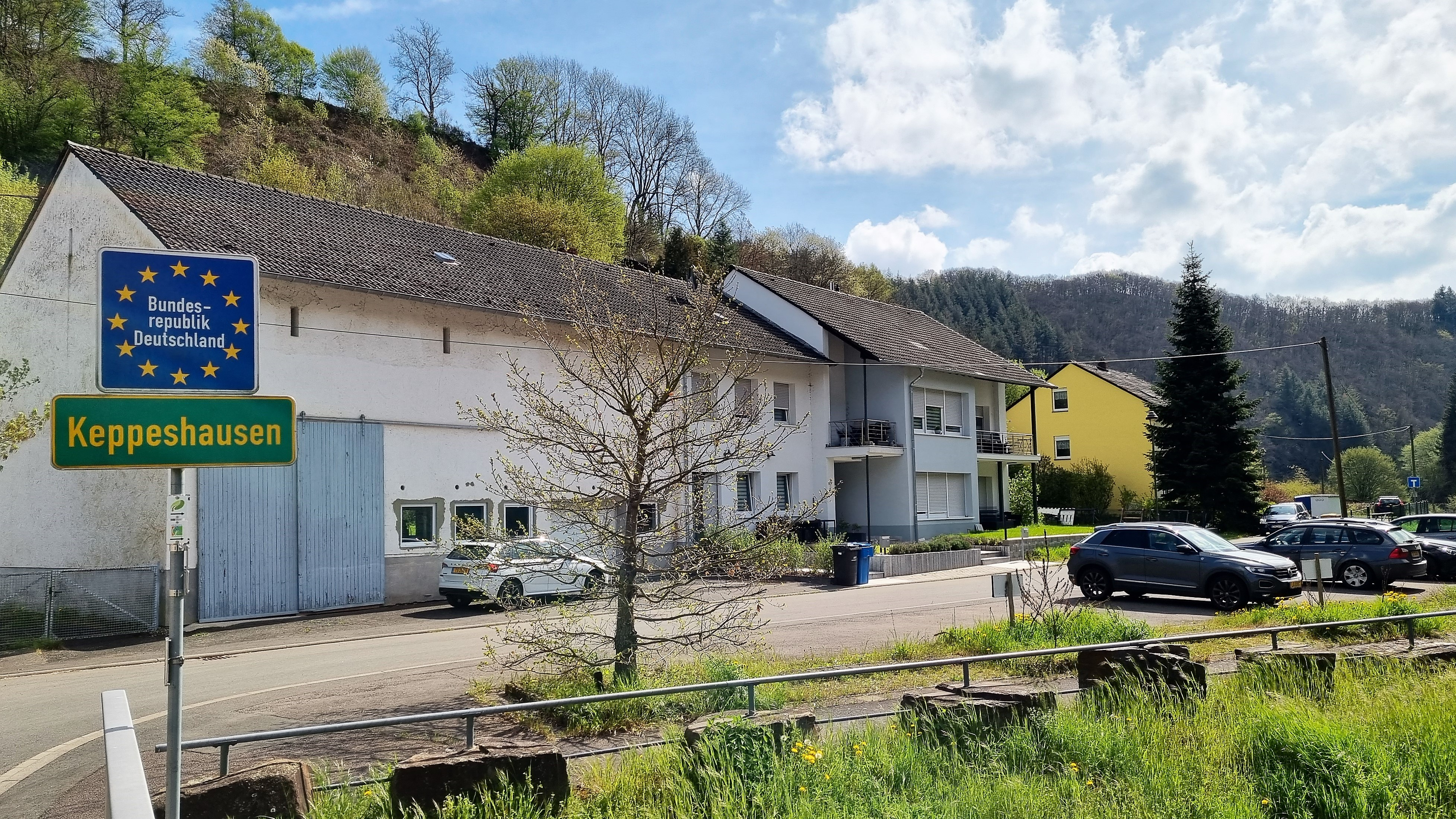
Keppeshausen an der Our

Keppeshausen ist eine Ortsgemeinde am Grenzfluss Our zwischen Luxemburg und Deutschland in der Eifel im Eifelkreis Bitburg-Prüm in Rheinland-Pfalz. Sie gehört der Verbandsgemeinde Südeifel an und hat 17 Einwohner und eine Fläche von 2,31 km². Damit zählt der Ort zu den einwohnermäßig kleinsten Gemeinden in Deutschland.

## Geographie
Keppeshausen liegt am deutsch-luxemburgischen Grenzfluss Our. Eine Brücke über die Our führt zum luxemburgischen Nachbarort Stolzemburg (Gemeinde Pütscheid). Unter der Brücke wird die Our durch ein Wehr aufgestaut.
Zu Keppeshausen gehört auch ein Teil des Dorfes Waldhof, das ansonsten zur Gemeinde Waldhof-Falkenstein gehört.

## Geschichte
Grabfunde belegen eine frühe Besiedelung des Gebietes um Keppeshausen. 1939 zerstörte man nordöstlich des Ortes vier bis fünf Brandgräber aus der Zeit der Römer. Angaben zufolge handelte es sich hierbei um Steinplattengräber, die die Urnen sowie einige Keramik-Beigaben enthielten. Aufgrund der Funde konnte eine Datierung in die zweite Hälfte des 1. Jahrhunderts n. Chr. erfolgen. Eines der Gräber wies neben der üblichen Keramik einen Terra-Nigra-Teller sowie ein Beil aus Eisen auf.
Bereits 1463 wurde ein Keppeshusen erwähnt. Im Jahre 1615 gab es in Keppeshausen zwei Stockgüter. Der Ort gehörte bis zum Ende des 18. Jahrhunderts zur luxemburgischen Grafschaft Vianden und zur Meierei Karlshausen.
Im Jahr 1794 hatten französische Revolutionstruppen die Österreichischen Niederlande, zu denen das Herzogtum Luxemburg gehörte, besetzt und im Oktober 1795 annektiert. Unter der französischen Verwaltung gehörte das Gebiet zum Kanton Vianden im Arrondissement Diekirch, der Teil des Departements Wälder war. Keppeshausen wurde von der Mairie Stolzemburg verwaltet.
Aufgrund der Beschlüsse auf dem Wiener Kongress wurde 1815 das vormals luxemburgische Gebiet östlich der Sauer und der Our dem Königreich Preußen zugeordnet. Unter der preußischen Verwaltung kam Keppeshausen zur Bürgermeisterei Roth im Kreis Bitburg, der dem Regierungsbezirk Trier zugeordnet war.
Nach dem Ersten Weltkrieg gehörte das Gebiet zum französischen Teil der Alliierten Rheinlandbesetzung. Nach dem Zweiten Weltkrieg wurde Keppeshausen innerhalb der französischen Besatzungszone Teil des damals neu gebildeten Landes Rheinland-Pfalz.
Keppeshausen gehört heute zur Pfarrei Rodershausen, war aber seit 1585 Teil der luxemburgischen Pfarrei Stolzemburg.
Bevölkerungsentwicklung
Die Entwicklung der Einwohnerzahl von Keppeshausen; die Werte von 1871 bis 1987 beruhen auf Volkszählungen:
| Jahr | Einwohner |
| ---- | --------- |
| 1815 | 18        |
| 1835 | 29        |
| 1871 | 34        |
| 1905 | 26        |
| 1939 | 30        |
| 1950 | 22        |
| 1961 | 23        |

| Jahr | Einwohner |
| ---- | --------- |
| 1970 | 15        |
| 1987 | 17        |
| 1997 | 21        |
| 2005 | 22        |
| 2011 | 15        |
| 2017 | 14        |
| 2023 | 17        |

## Politik

### Gemeinderat
Der Gemeinderat in Keppeshausen besteht aus sechs Ratsmitgliedern, die bei der Kommunalwahl am 9. Juni 2024 in einer Mehrheitswahl gewählt wurden, und dem ehrenamtlichen Ortsbürgermeister als Vorsitzendem.

### Bürgermeister
Eduard Klasen wurde 1979 Ortsbürgermeister von Keppeshausen. Da bei der Direktwahl am 26. Mai 2019 kein gültiger Wahlvorschlag eingereicht wurde, oblag die Neuwahl des Bürgermeisters gemäß rheinland-pfälzischer Gemeindeordnung dem Rat. Dieser bestätigte Klasen auf seiner konstituierenden Sitzung am 11. Juli 2019 für weitere fünf Jahre in seinem Amt. Da für die Direktwahl am 9. Juni 2024 erneut kein Wahlvorschlag eingereicht wurde, hat wieder der neu gewählte Rat die Aufgabe der Neuwahl vor sich. Die konstituierende Sitzung ist für den 20. August angesetzt.

## Kultur und Sehenswürdigkeiten

### Bauwerke
- Our-Talsperre
- In der Nähe liegt Vianden mit der berühmten Burganlage und einem der größten Pumpspeicherkraftwerke Europas

### Naturpark
- Infostätte des Deutsch-Luxemburgischem Naturparks im Alten Zollhaus
- Wanderwege im Deutsch-Luxemburgischen Naturpark

### Regelmäßige Veranstaltungen
- Kirmes: 1. Wochenende nach dem 8. September
- Bergrennen: In den 1970er Jahren fand auf der Kreisstraße 47 nach Bauler mehrmals ein Bergrennen für Automobile statt. (Windhausener Bergpreis)